# Joey Tempest

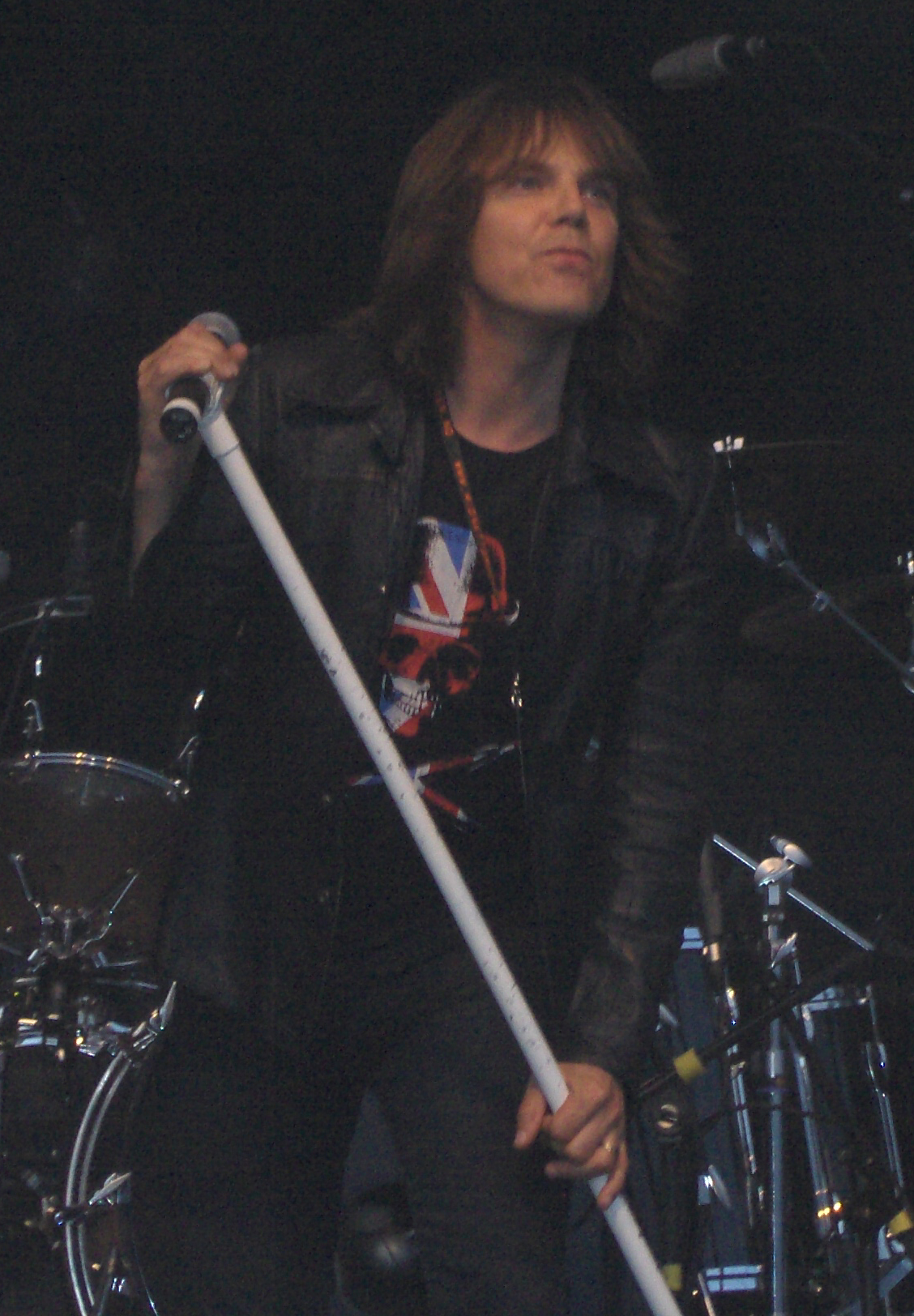
Joey Tempest in 2008

Joey Tempest, eigenlijk Rolf Magnus Joakim Larsson, (Upplands Väsby, 19 augustus 1963) is de zanger en belangrijkste songschrijver van de Zweedse hardrockband Europe. Op zijn naam staan nummers als The Final Countdown, Rock the Night en  Superstitious.

## Jeugd
Evenals de andere Europe leden, groeide Tempest op in de Stockholmse voorstad Upplands Väsby. Zijn grootste idolen waren Thin Lizzy en Led Zeppelin. In zijn tienerjaren speelde hij in bands als Made In Hong Kong en Roxanne. Hij speelde oorspronkelijk slaggitaar en basgitaar, maar stapte over op leadzang. In 1979 richtte hij, met gitarist John Norum, drummer Tony Reno en bassist Peter Olsson, de band Force op. Drie jaar later veranderden zij de naam naar Europe en wonnen zij de nationale talentenjacht Luciarock. Als prijs wonnen ze een platencontract bij Hot Records.

## Carrière
Op de eerste twee Europe albums zong Tempest niet alleen, maar speelde hij ook synthesizer, tot de band besloot Mic Michaeli aan te nemen in april 1984. Een aantal jaren eerder had Tempest een keyboard geleend van Michaeli, waarop hij de riff van The Final Countdown componeerde. Na een gezamenlijke jamsessie in 1985, hadden Michaeli en Tempest als de ballad Carrie geschreven. In hetzelfde jaar schreef Tempest de soundtrack voor de Zweedse film On the Loose en het nummer Give a Helping Hand voor het benefietproject Swedish Metal Aid. Het nummer werd geproduceerd door toekomstig Europe-lid Kee Marcello. In 1986 schreef en produceerde Tempest het album On of a Kind voor Tone Norum, John Norums jongere zusje. Ook werkte Tempest samen met John Norum op de single We Will Be Strong, van Norums album Face the Truth uit 1992. Dit was de eerste samenwerking tussen Tempest en Norum, sinds diens vertrek bij Europe in november 1986.
Nadat Europe tijdelijk stopte in 1992, bracht Tempest drie soloalbums uit. Het eerste album, A Place to Call Home bevatte een bijdrage van John Norum in het nummer Right to Respect. Diverse nummers op zijn derde soloalbum Joey Tempest werden medegeschreven door Mic Michaeli. In 2004 werd Europes combackalbum, Start from the Dark, uitgebracht, maar daarop de klassieke line-up met John Norum op gitaar. Tot op heden is Joey actief met Europe die vervolgens Secret Society (2006),Last Look at Eden (2009), Bag Of Bones (2012) uitbrachten (plus een aantal live opnames). In 2015 verscheen het album War of Kings.
In 2016 ging de band op tournee, waarbij ze het album The Final Countdown integraal speelden.

## Persoonlijk
Tempest woont momenteel in Londen met zijn vrouw Lisa Worthington-Larsson en hun zoon James Joakim.

## Discografie

### Met Europe
- Europe (1983)
- Wings of tomorrow (1984)
- The final countdown (1986)
- Out of this world (1988)
- Prisoners in paradise (1991)
- Start from the dark (2004)
- Secret society (2006)
- Last look at Eden (2009)
- Bag of Bones (2012)
- War of kings (2015)
- Walk the Earth (2017)

### Solo
- A Place to Call Home (1995)
- Azalea Place (1997)
- Joey Tempest (2002)